# وندربرگ (نیوجرسی)
وندربرگ، نیوجرسی (به انگلیسی: Vanderburg, New Jersey) یک منطقهٔ مسکونی در ایالات متحده آمریکا است که در کولتس نک، نیوجرسی واقع شده‌است.

## خصوصیات
وندربرگ ۳۰ متر بالاتر از سطح دریا واقع شده‌است.